# Список профессоров Императорского Московского университета

## Философский факультет(до 1804)
- 1756—1760 — Поповский, Николай Никитич (ок. 1730 — 1760) — профессор элоквенции (красноречия) на кафедре русской словесности
- 1756—1778 — Шаден, Иоганн Матиас (1731—1797) — профессор кафедры практической философии; ректор университетских гимназий; с 1778 года преподавал на юридическим факультете
- 1756—1765 — Фроманн, Иоганн Генрих (1729—1775) — профессор логики, метафизики и нравоучения; читал также лекции по психологии и богословию
- 1757—1791 — Рост, Иван Акимович (1726—1791) — профессор математики
- 1761—1778 — Рейхель, Иоганн Готфрид (1727—1778) — профессор всеобщей истории
- 1761—1791 — Барсов, Антон Алексеевич (1730—1791) — профессор красноречия кафедры русской словесности
- 1765—1788 — Аничков, Дмитрий Сергеевич (1733—1788) — профессор философии и логики
- 1772—1773 — Бордельер, Франциск Берланд (?—?) — профессор французского языка
- 1773—1796 — Бодуэн, Жан-Жак-Стефан (?—1796) — профессор французского языка
- 1778—1779 — Гелтергоф, Франциск (1711—1805) — профессор немецкого языка и словесности
- после 1779—1784 — Сырейщиков, Евгений Борисович (1757—1790) — профессор философии
- 1778—1815 — Чеботарёв, Харитон Андреевич (1745—1815) — профессор русской истории
- 1780—1784 — Маттеи, Христиан-Фридрих (1744—1811) — профессор словесности
- 1780—1782 — Шварц, Иван Григорьевич (1751—1784) — профессор эстетики
- 1784—1803 — Гейм, Иван Андреевич (1759—1821) — профессор словесности, истории и географии
- 1784—1809 — Бели, Иван (?—?) — профессор английского языка и английской словесности (?)[1][2]
- 1784—1793 — Виганд, Иоганн (1744—1808) — историк, ординарный профессор всеобщей истории
- 1786—1792 — Синьковский, Дмитрий Николаевич (1739—1792) — профессор философии
- 1787—1804 — Страхов, Пётр Иванович (1757—1813) — профессор физики
- 1788—1804 — Прокопович-Антонский, Антон Антонович (1762—1848) — профессор естественной истории
- 1788—1804 — Брянцев, Андрей Михайлович (1749—1821) — профессор логики
- 1795—1804 — Аршеневский, Василий Кондратьевич  (1758? — 1808) — профессор чистой математики
- 1789—1795 — Мельманн, Иоганн Вильгельм Людовик (1765—1795) — профессор древней словесности (латинского и греческого языков)
- 1791—1804 — Панкевич, Михаил Иванович (1757—1812) — профессор прикладной математики
- 1796—1804 — Снегирёв, Михаил Матвеевич (1760—1821) — профессор логики и нравственной философии
- 1796—1804 — Сохацкий, Павел Афанасьевич (1766—1809) — профессор кафедры философии и древней словесности
- 1796—1804 — Ватэ, Карл — профессор французского языка и литературы[3][4]

## Медицинский факультет
- 1758—1770 — Керштенс, Иоганн Христиан (1713—1802) — первый профессор медицинского факультета; магистр философии
- 1764—1768 — Эразмус, Иоганн-Фридрих (?—1777) — профессор кафедры анатомии и хирургии
- 1768—1802 — Зыбелин, Семён Герасимович (1735—1802) — ординарный профессор (1768) медицины, первый русский преподаватель медицины в Московском университете
- 1768—1775 — Вениаминов, Пётр Дмитриевич (1733—1775) — ординарный профессор (1768) кафедры медицинской ботаники
- 1773—1780 — Сибирский, Иван Андреевич (1745—1783) — профессор медицины
- 1770—1777 — Афонин, Матвей Иванович (1739—1810) — профессор натуральной истории (зоологии, ботаники и минералогии)
- 1776—1779 — Вечь, Игнатий Иосиф (1737—1779) — профессор физиологии и патологии
- 1777—1797 — Скиадан, Михаил Иванович (1740-е — 1802) — профессор медицинского факультета; с 1797 годах стал преподавать на юридическом факультете
- 1778—1805 — Керестури, Франц Францевич (1735—1811) — профессор анатомии и хирургии
- 1782?—1795 — Гильдебрандт, Готлиб Христианович (? — 1820-е) — профессор фармацевтики (?)
- 1783—1809 — Политковский, Фёдор Герасимович  (1753—1809) — профессор натуральной истории и практической медицины
- 1783—1785 — Курика, Феодосий Константинович (1755—1785) — профессор медицины
- 1790—1819 — Рихтер, Вильгельм Михайлович (1767—1822) — заслуженный профессор повивального искусства; заслуженный профессор (с 1818)
- 1795—1811 — Барсук-Моисеев, Фома Иванович (1768—1811) — профессор физиологии и диететики
- 1795—1804 — Биндгейм, Иоганн Иаков (1750—1825) — профессор химии
- 1804—1830 — Гильтебрандт, Фёдор Андреевич (1773—1845) — профессор практической хирургии; заслуженный профессор (с 1830)
- 1805—1811 — Венсович, Иван Фёдорович (1769—1811) — профессор анатомии, физиологии и судебной медицины
- 1805—1809 — Андреевский, Иван Самойлович (1759—1809) — профессор медицины
- 1805—1831 — Мудров, Матвей Яковлевич (1776—1831) — профессор патологии и терапии
- 1806—1808 — Воинов, Иван Павлович (1776—1812) — экстраординарный профессор (1806) медицины
- 1810—1835 — Котельницкий, Василий Михайлович (1770—1844) — профессор медицинского факультета
- 1810—1810 — Немиров, Сергей Александрович (1770—1810) — экстраординарный профессор медицины
- 1811—1812 — Грузинов, Илья Егорович (1781—1813) — профессор анатомии, физиологии и судебной медицины
- 1811—1816 — Реннер, Теобальд (1779—1850) — профессор ветеринарных наук
- 1813—1815 — Данилевский, Алексей Иванович (1770—1815) — экстраординарный профессор (1813) повивального искусства
- 1813—1835 — Мухин, Ефрем Осипович (1766—1850) — профессор кафедры анатомии, физиологии и судебной медицины; заслуженный профессор (с 1835)
- 1814—1830 — Ромодановский, Василий Иванович (1780–1830) — экстраординарный профессор патологии и терапии
- 1814—1820 — Щёголев, Николай Гаврилович (1771 — 1820/1821) — профессор медицины (фармакологии)
- 1814—1827 — Ризенко, Василий Павлович (1784/1785 — 1827) — профессор медицины
- 1817—1842 — Бунге, Христофор Григорьевич (1781—1860) — профессор кафедры ветеринарии; заслуженный профессор (с 1842)
- 1819—1832 — Лодер, Христиан Иванович (1753—1832) — профессор медицины
- 1823—1848, 1850—1863 — Альфонский, Аркадий Алексеевич (1796—1869) — профессор хирургии; заслуженный профессор (с 1848)
- 1825—1829 — Клементовский, Иван Васильевич (1784—1829) — профессор анатомии и физиологии
- 1827—1851 — Рихтер, Михаил Вильгельмович (1799—1874) — профессор кафедры повивального искусства; заслуженный профессор (с 1850)
- 1828—1846 — Эвениус, Александр Егорович (1795—1872) — профессор медицины
- 1829—1840 — Эйнбродт, Пётр Петрович (1802—1840) — профессор анатомии
- 1831—1835 — Дядьковский, Иустин Евдокимович (1784—1841) — ординарный профессор (1831) кафедры патологии, терапии и клиники
- 1835—1844 — Иовский, Александр Алексеевич (1796—1857) — профессор фармацевтики
- 1835—1859 — Иноземцев, Фёдор Иванович (1802—1869) — профессор медицины
- 1835—1849 — Филомафитский, Алексей Матвеевич (1807—1849) — профессор медицины
- 1836—1848 — Сокольский, Григорий Иванович (1807—1886) — профессор медицины
- 1837—1862 — Армфельд, Александр Осипович (1806—1868) — профессор медицины; заслуженный профессор (с 1859)
- 1837—1846 — Страхов, Пётр Илларионович (1798—1856) — профессор ветеринарной медицины
- 1838—1848 — Анке, Николай Богданович (1803—1872) — профессор медицины; заслуженный профессор (с 1859)
- 1839—1845 — Гильтебрандт, Иван Фёдорович (1806—1859) — и.о. профессора медицины
- 1840—1852 — Севрук, Людвиг Степанович (1807—1852) — профессор анатомии
- 1842—1864 — Овер, Александр Иванович (1804—1864) — профессор медицины
- 1846—1857 — Броссе, Пётр Фёдорович (1793—1857) — профессор медицины
- 1846—1878 — Варвинский, Иосиф Васильевич (1811—1878) — ординарный профессор кафедры госпитальной терапевтической клиники; заслуженный профессор (с 1865)
- 1846—1859 — Поль, Андрей Иванович (1794—1864) — профессор медицины; заслуженный профессор (с 1859)
- 1848—1879 — Басов, Василий Александрович (1812—1879) — профессор медицины; заслуженный профессор (с 1863)
- 1847—1879 — Полунин, Алексей Иванович (1820—1888) — профессор медицины; заслуженный профессор (с 1872)
- 1849—1857 — Глебов, Иван Тимофеевич (1806—1884) — профессор сравнительной анатомии, физиологии и зоологии
- 1852—1873 — Кох, Владимир Иванович (1817—1885) — профессор медицины; заслуженный профессор (с 1871)
- 1852?—1879 — Матюшенков, Иван Петрович (1813—1879) — профессор медицины; заслуженный профессор (с 1859)
- 1853—1869 — Соколов, Иван Матвеевич (1818—1872) — профессор медицины
- 1859—1865 — Млодзеевский, Корнелий Яковлевич (1818—1865) — профессор медицины (патологии и терапии)
- 1859—1867 — Попов, Александр Петрович (1816—1885) — профессор медицины
- 1860—1880 — Гивартовский, Генрих Антонович (1816—1884) — профессор кафедры медицинской химии, фармации и фармакогнозии; заслуженный профессор (с 1875)
- 1862—1896 — Захарьин, Григорий Антонович (1829—1897) — профессор кафедры терапевтической клиники; заслуженный профессор (с 1885)
- 1863—1892 — Браун, Густав Иванович (1827—1897) — профессор офтальмологии, главный врач московской глазной клиники; заслуженный профессор (с 1888)
- 1863—1878 — Мин, Дмитрий Егорович (1819—1885) — профессор медицины
- 1864—1904 — Богословский, Виктор Степанович (1841—1904) — профессор кафедры фармакологии с рецептурой; заслуженный профессор (с 1897)
- 1864—1881 — Соколовский, Алексей Андреевич (1822—1891) — профессор кафедры фармакологии; заслуженный профессор (с 1876)
- 1865—1884 — Бабухин, Александр Иванович (1827—1891) — профессор кафедры физиологии; с 1869 — профессор кафедры гистологии, эмбриологии и сравнительной анатомии; заслуженный профессор (с 1891)
- 1865—1870 — Матчерский, Пётр Иванович (1832—1870) — профессор кафедры частной патологии и терапии
- 1866—1871 — Бредихин, Иван Александрович (1830-е — 1871) — профессор теоретической хирургии, заведующий госпитальной хирургической клиникой
- 1868—1902 — Новацкий, Иван Николаевич (1827—1902) — профессор кафедры госпитальной хирургической клиники; заслуженный профессор (с 1885)
- 1868—1876 — Разцветов, Александр Павлович (1823—1902) — профессор оперативной хирургии
- 1869—1896 — Булыгинский, Александр Дмитриевич (1838—1907) — профессор кафедры медицинской химии и физики; заслуженный профессор (с 1893)
- 1869—1906 — Клейн, Иван Фёдорович (1837—1922) — профессор кафедры патологической анатомии; заслуженный профессор (с 1889)
- 1870—1883 — Борзенков, Яков Андреевич (1832—1884) — профессор кафедры эмбриологии, гистологии и сравнительной анатомии
- 1870—1899 — Кожевников, Алексей Яковлевич (1836—1902) — профессор кафедры специальной патологии и терапии; заслуженный профессор (с 1894)
- 1872—1878 — Легонин, Виктор Алексеевич (1845—1878) — профессор кафедры судебной медицины; заслуженный профессор (с 1877)
- 1873—1917 — Зернов, Дмитрий Николаевич (1843—1917) — профессор кафедры нормальной анатомии; заслуженный профессор (с 1895)
- 1873—1891 — Тольский, Николай Алексеевич  (1832—1891) — профессор кафедры акушерства, женских и детских болезней с клиникою; заслуженный профессор (с 1887)
- 1873—1901 — Черинов, Михаил Петрович (1838—1905) — профессор медицины; заслуженный профессор (с 1894)
- 1879—1885 — Воронцовский, Николай Владимирович (1837—1886) — экстраординарный профессор оперативной хирургии
- 1879—1904 — Нейдинг, Иван Иванович (1838—1904) — профессор кафедры судебной медицины; заслуженный профессор (с 1894)
- 1880—1911 — Фохт, Александр Богданович (1848—1930) — профессор кафедры общей патологии; заслуженный профессор (с 1898)
- 1882—1896 — Эрисман, Фёдор Фёдорович (1842—1915) — профессор гигиены
- 1883—1892 — Мансуров, Николай Порфирьевич (1834—1892) — профессор кафедры систематического и клинического учения о накожных и сифилитических болезнях
- 1884—1895 — Ельцинский, Василий Иванович (1832—1895) — профессор кафедры частной патологии и терапии
- 1884—1911 — Шервинский, Василий Дмитриевич (1850—1941) — экстраординарный профессор кафедры патологической анатомии (1884–1894); экстраординарный профессор (1894) и ординарный профессор кафедры частной патологии и терапии (1897–1911); заслуженный профессор (с 1905)
- 1884—1913 — Макеев, Александр Матвеевич (1829—1913) — профессор кафедры акушерства, женских и детских болезней; заслуженный профессор (с 1894)
- 1884—1916 — Снегирёв, Владимир Фёдорович (1847—1917) — профессор кафедры акушерства, женских и детских болезней с клиникою; заслуженный профессор (с 1899)
- 1885—1904 — Бобров, Александр Алексеевич (1850—1904) — профессор кафедры хирургии
- 1885—1906 — Павлинов, Константин Михайлович (1845—1933) — профессор кафедры терапевтической факультетской клиники; заслуженный профессор (с 1906)
- 1885—1893 — Кузьмин, Василий Иванович (1851 — после 1904) — профессор кафедры госпитальной хирургии
- 1885—1915 — Тихомиров, Владимир Андреевич (1841—1915) — профессор кафедры фармации и фармакогнозии; заслуженный профессор (с 1905)
- 1887—1916 — Поспелов, Алексей Иванович (1846—1916) — профессор кафедры кожных и венерических болезней; заслуженный профессор (с 1909)
- 1890—1895 — Маклаков, Алексей Николаевич (1837—1895) — профессор кафедры офтальмологии
- 1891—1901 — Сеченов, Иван Михайлович (1829—1905) — профессор кафедры физиологии; заслуженный профессор (с 1896)
- 1891—1902 — Филатов, Нил Фёдорович (1847—1902) — профессор кафедры акушерства, женских и детских болезней с клиникою
- 1892—1917 — Корсаков, Николай Сергеевич (1852—1925) — профессор кафедры акушерства, женских и детских болезней; заслуженный профессор (с 1911)
- 1892—1900 — Корсаков, Сергей Сергеевич (1854—1900) — профессор кафедры психиатрии
- 1892—1908 — Крюков, Адриан Александрович (1849—1908) — профессор офтальмологии
- 1893—1908 — Дьяконов, Пётр Иванович (1855—1908) — профессор медицины (хирургия)
- 1893—1903 — Левшин, Лев Львович (1842—1911) — профессор госпитальной хирургической клиники; заслуженный профессор (с 1899)
- 1893—1912 — Мороховец, Лев Захарович (1848—1919) — профессор кафедры физиологии; заслуженный профессор (с 1907)
- 1893–1907 — Синицын, Фёдор Иванович (1835—1907) — профессор кафедры хирургической патологии; заслуженный профессор (с 1903)
- 1893–1907 — Спижарный, Иван Константинович (1857—1924) — профессор кафедры хирургической патологии с десмургиею и с учением о вывихах и переломах; заслуженный профессор (с 1916)
- 1894—1915 — Никифоров, Михаил Никифорович (1858—1915) — профессор патологической анатомии; заслуженный профессор (с 1913)
- 1895—1900 — Евецкий, Фёдор Орестович (1851—1909) — экстраординарный профессор офтальмологии
- 1895—1911 — Рот, Владимир Карлович (1848—1916) — профессор кафедры систематического и клинического учения о нервных и душевных болезнях; заслуженный профессор (с 1910)
- 1896—1909 — Бубнов, Сергей Фёдорович (1851—1909) — профессор гигиены
- 1897—1904 — Клейн, Карл Фёдорович (1853—1904) — профессор кафедры госпитальной хирургической клиники
- 1898—1911 — Огнёв, Иван Флорович (1855—1928) — профессор кафедры гистологии и эмбриологии; заслуженный профессор (с 1909)
- 1900—1917 — Карузин, Пётр Иванович (1864—1939) — профессор кафедры нормальной анатомии
- 1901—1917 — Губарев, Александр Михайлович (1863—1923) — профессор акушерства и гинекологии; заслуженный профессор (с 1912)
- 1901—1913 — Кишкин, Николай Семёнович (1854—1919) — профессор кафедры врачебной диагностики
- 1901—1911 — Минаков, Пётр Андреевич (1865—1931) — профессор кафедры судебной медицины
- 1902—1911 — Рейн, Фёдор Александрович (1866—1925) — профессор кафедры оперативной хирургии с топографической анатомией
- 1902—1911 — Сербский, Владимир Петрович (1858—1917) — профессор кафедры психиатрии
- 1902—1917 — Чирвинский, Станислав Иосифович (1849—1923) — профессор кафедры фармакологии с рецептурой, токсикологией и учением о минеральных водах; заслуженный профессор (с 1916)
- 1907—1911 — Алексинский, Иван Павлович (1871—1945) — экстраординарный профессор кафедры хирургической патологии
- 1907—1917 — Березовский, Сергей Елеазарович (1864—?) — профессор кафедры хирургической патологии
- 1905—1917? — Мартынов, Алексей Васильевич (1868—1934) — профессор хирургии
- 1909—1917 — Митропольский, Николай Афанасьевич (1847—1918) — профессор кафедры частной патологии и терапии; заслуженный профессор (с 1912)
- 1911—1917 — Головин, Сергей Селиванович (1866—1931) — профессор кафедры офтальмологии
- 1911—1912 — Григорьев, Алексей Васильевич (1860—1916) — профессор медицинского факультета
- 1911—1917 — Буйневич, Казимир-Адам Альбинович (1872—1953) — экстраординарный профессор кафедры частной патологии и терапии
- 1911—1916 — Зеленев, Иван Фёдорович (1860—1918) — профессор кафедры кожных и венерических болезней
- 1911—1916 — Муратов, Владимир Александрович (1865—1916) — профессор кафедры нервных болезней
- 1911—1917 — Корнилов, Александр Александрович (1855—1926) — экстраординарный профессор кафедры систематического и клинического учения о нервных и душевных болезнях
- 1913—1917 — Вагнер, Конрад Эдуардович (1862—1930) — профессор кафедры врачебной диагностики; заслуженный профессор (с 1916)
- 1914—1917 — Иванов, Александр Фёдорович (1867—1935) — экстраординарный профессор, директор отоларингологической клиники Московского университета
- 1914—1917 — Карпов, Владимир Порфирьевич (1870—1943) — экстраординарный профессор кафедры гистологии
- 1914—1917 — Кедровский, Василий Иванович (1865—1937) — экстраординарный профессор кафедры патологической анатомии

## Юридический факультет
Юридический факультет (до 1804)
- 1756—1781 — Дильтей, Филипп Генрих (1723—1781) — профессор права
- 1764—1774 — Лангер, Карл Генрих (?—?) — профессор кафедры всеобщей юриспруденции
- 1768—1787 — Десницкий, Семён Ефимович (ок. 1740 — 1789) — профессор юриспруденции
- 1768—1776 — Третьяков, Иван Андреевич (1735 — 16 мая 1776) — профессор юридического факультета
- 1778—1797 — Шаден, Иоганн Матиас (1731—1797) — профессор права
- 1782—1788 — Шнейдер, Яков Иванович  (ок. 1746 — 1848) — профессор римского права
- 1782—1783, 1787—1804 — Баузе, Фёдор Григорьевич (1752—1812) — профессор юридического факультета; также в 1786 году преподавал на философском факультете
- 1786—1804 — Горюшкин, Захарий Аникеевич (1748—1821) — профессор кафедры русского законоведения
- 1797—1802 — Скиадан, Михаил Иванович (1740-е — 1802) — профессор кафедры политики (истории международных отношений и права)
- 1787—1790 — Пургольд, Иоганн (? — после 1796) — профессор кафедры всеобщей юриспруденции

Отделение нравственных и политических наук (1804—1835)
- 1804—1810 — Баузе, Фёдор Григорьевич (1752—1812) — профессор права
- 1804—1811 — Горюшкин, Захарий Аникеевич (1748—1821) — профессор гражданского права
- 1804—1821 — Брянцев, Андрей Михайлович (1749—1821) — профессор метафизики
- 1804—1821 — Снегирёв, Михаил Матвеевич (1760—1821) — профессор церковного права, церковной истории (с 1810), а также естественного, политического и нравственного прав (с 1817)
- 1804—1826 — Шлецер, Христиан Августович (1774—1831) — профессор права; заслуженный профессор (с 1826)
- 1804—1812 — Рейнгард, Филипп Христиан (1764—1812) — профессор философии и естественного права
- 1805—1811 — Буле, Иоганн Феофил (1763—1821) — профессор естественного права, а также теории изящных искусств (на отделении словесных наук)
- 1805—1835 — Цветаев, Лев Алексеевич  (1777—1835) — профессор права; заслуженный профессор (с 1831)
- 1806—1811 — Рогов, Андрей Петрович (1742—1811) — профессор вексельного права
- 1806—1812 — Штельцер, Христиан Юлий Людвиг (1758—1831) — профессор права
- 1811—1832 — Сандунов, Николай Николаевич (1769—1832) — профессор права
- 1819—1824 — Левитский, Григорий Александрович (ок. 1790 — 1833) — профессор кафедры богословия
- 1822—1834 — Василевский, Дмитрий Ефимович (1781—1844) — профессор политического и народного права
- 1824—1827 — Иннокентий (Платонов Иван Васильевич) (1773—1842) — профессор богословия
- 1827—1835 — Терновский, Пётр Матвеевич (1798—1874) — профессор богословия и церковной истории
- 1828—1834 — Смирнов, Семён Алексеевич (1777—1847) — профессор права
- 1828—1831 — Малов, Михаил Яковлевич (1790—1849) — профессор права
- 1832—1835 — Васильев, Николай Семёнович (кон. 1790 — после 1855) — профессор политической экономии и дипломатии
- 1833—1835 — Морошкин, Фёдор Лукич (1804—1857) — профессор права

Юридический факультет (с 1835)
- 1835—? — Иовский, Пётр Алексеевич (1798 — после 1836) — профессор права
- 1835—1858 — Терновский, Пётр Матвеевич (1798—1874) — профессор богословия и законоведения, а также опытной психологии и логики (с 1850); заслуженный профессор (с 1852)
- 1835—1845 — Васильев, Николай Семёнович (кон. 1790 — после 1855) — профессор политической экономии и дипломатии
- 1835—1857 — Морошкин, Фёдор Лукич (1804—1857) — профессор права
- 1835—1876 — Баршев, Сергей Иванович (1808—1882) — профессор права; заслуженный профессор (с 1861)
- 1835—1871 — Крылов, Никита Иванович (1808—1879) — профессор права; заслуженный профессор (с 1859)
- 1835—1848 — Редкин, Пётр Григорьевич (1808—1891) — профессор права
- 1839—1841 — Данилович, Игнатий Николаевич (1788—1843) — профессор права
- 1841—1864? — Коровицкий, Александр Сикстович (1797—1864) — профессор права
- 1842—1848 — Залозецкий, Карл Акинфиевич (1798—1848) — профессор кафедры законов Царства Польского
- 1842—1880 — Лешков, Василий Николаевич (1810—1881) — профессор права; заслуженный профессор (с 1864)
- 1848—1859 — Орнатский, Сергей Николаевич (1806—1884) — профессор права
- 1848—1857 — Калачов, Николай Васильевич (1819—1885) — профессор кафедры истории русского законодательства
- 1849—1859 — Циммерман, Антон Михайлович (1820—1859) — профессор кафедры гражданских законов Царства Польского
- 1855—1883 — Капустин, Михаил Николаевич (1828—1899) — профессор кафедры международного права; заслуженный профессор (с 1881)
- 1858—1873 — Беляев, Иван Дмитриевич (1810—1873) — профессор кафедры истории русского законодательства
- 1858—1884 — Сергиевский, Николай Александрович — профессор догматического и нравоучительного богословия, церковной истории и церковного законоведения; заслуженный профессор (с 1878)
- 1859—1868 — Дмитриев, Фёдор Михайлович (1829—1894) — экстраординарный профессор права
- 1861—1877 — Мильгаузен, Фёдор Богданович (1820—1877) — профессор права; заслуженный профессор (с 1872)
- 1861—1872 — Никольский, Владимир Николаевич (1821—1872) — профессор кафедры русских гражданских законов
- 1873—1878 — Карасевич, Порфирий Леонтьевич (1845—1878) — профессор кафедры энциклопедии права
- 1875—1898 — Павлов, Алексей Степанович (1832—1898) — профессор кафедры церковного законоведения / церковного права; заслуженный профессор (с 1884)
- ?—? — Соколов, Арсений Александрович (1849—1898) — профессор канонического права[уточнить]
- 1876—1898 — Янжул, Иван Иванович (1846—1914) — профессор кафедры финансового права; заслуженный профессор (с 1898)
- 1877—1884 и 1906—1910 — Муромцев, Сергей Андреевич (1850—1910) — профессор права
- 1878—1887 — Ковалевский, Максим Максимович (1851—1916) — профессор кафедры государственного права
- 1878—1901 — Чупров, Александр Иванович (1842—1908) — профессор кафедры политической экономии и статистики; заслуженный профессор (с 1901)
- 1881—1895 — Боголепов, Николай Павлович (1846—1901) — профессор права
- 1881?—1902 — Мрочек-Дроздовский, Пётр Николаевич (1848—1919) — профессор права; заслуженный профессор (с 1901)
- 1881?—1912 — Камаровский, Леонид Алексеевич (1846—1912) — профессор кафедры международного права; заслуженный профессор (с 1899)
- 1884—1911 — Алексеев, Александр Семёнович (1851—1916) — профессор кафедры государственного права
- 1884—1901 — Виноградов, Павел Гаврилович (1854—1925) — профессор кафедры всеобщей истории
- 1884—1889 — Гамбаров, Юрий Степанович (1849—1926) — профессор кафедры гражданского права
- 1884—1909 — Колоколов, Георгий Евграфович (1851—1909) — профессор кафедры уголовного права и уголовного судоустройства и судопроизводства; заслуженный профессор (с 1905)
- 1884—1894 — Нерсесов, Нерсес Осипович (1848—1894) — профессор кафедры торгового, вексельного и морального права
- 1889—1917 — Тарасов, Иван Трофимович (1849—1929) — профессор кафедры полицейского права; заслуженный профессор (с 1903)
- 1892—1903 — Духовской, Михаил Васильевич (1849—1903) — профессор юриспруденции
- 1892—1910 — Елеонский, Николай Александрович — профессор богословия; заслуженный профессор (с 1897)
- 1892—1917 — Лопатин, Лев Михайлович (1855—1920) — профессор философии; заслуженный профессор (с 1910)
- 1894—1911 — Самоквасов, Дмитрий Яковлевич (1843—1911) — профессор кафедры истории русского права; заслуженный профессор (с 1900)
- 1896—1910 — Нефедьев, Евгений Алексеевич (1851—1910) — профессор кафедры торгового права и торгового судопроизводства; заслуженный профессор (с 1907)
- 1899—1910 — Кассо, Лев Аристидович (1865—1914) — профессор гражданского права
- 1899—1911 — Хвостов, Вениамин Михайлович (1868—1920) — профессор права
- 1903—1917 — Каблуков, Николай Алексеевич (1849—1942) — профессор кафедры политической экономии
- 1903—1911 — Новгородцев, Павел Иванович (1866—1924) — профессор кафедры энциклопедии права и истории философии права
- 1903—1918 — Филиппов, Александр Никитич (1853—1927) — профессор кафедры истории русского права; заслуженный профессор (с 1910)
- 1906—1911 — Трубецкой, Евгений Николаевич (1863—1920) — профессор кафедры энциклопедии права и истории философии права
- 1907?—1911 — Шершеневич, Габриэль Феликсович (1863—1912) — профессор права
- 1907?—1911 — Кокошкин, Фёдор Фёдорович (1871—1918) — профессор русского государственного права
- 1909—1917 — Гидулянов, Павел Васильевич (1874—1937) — профессор кафедры церковного права
- 1910—1917 — Елистратов, Аркадий Иванович (1873—1955) — профессор административного права
- 1910–1919 — Котляревский, Сергей Андреевич (1873—1939) — профессор кафедры государственного права
- 1911—1917 — Байков, Александр Львович (1874—1943) — профессор кафедры международного права
- 1911—1917 — Боголюбский, Николай Иванович (1856—1918) — профессор богословия
- 1911—1917 — Гензель, Павел Петрович (1878—1949) — профессор кафедры финансового права
- 1911—1917 — Гуляев, Алексей Михайлович (1863—1923) — профессор гражданского права
- 1911—1917 — Митюков, Андрей Каллинкович (1871 — после 1928) — профессор кафедры римского права
- 1912—1917 — Фельдштейн, Григорий Самуилович (1868 — после 1930) — профессор права

## Историко-филологический факультет (отделение словесных наук)(с 1804)
- 1804—1811 — Маттеи, Христиан-Фридрих (1744—1811) — профессор словесности
- 1804—1821 — Гейм, Иван Андреевич (1759—1821) — профессор статистики и коммерческих наук
- 1804—1809 — Сохацкий, Павел Афанасьевич (1766—1809) — профессор древней словесности
- 1804—1809 — Ватэ, Карл (?—1809) — профессор французского языка и литературы
- 1804—1823 — Черепанов, Никифор Евтропиевич (1762—1823) — профессор всемирной истории, статистики и географии
- 1804—1829 — Гаврилов, Матвей Гаврилович (1759—1829) — профессор кафедры славяно-российской словесности
- 1804—1830 — Мерзляков, Алексей Фёдорович (1778—1830) — профессор русской словесности
- 1805—1811 — Буле, Иоганн Феофил (1763—1821) — профессор теории изящных искусств
- 1804—1804 — Грелльман, Генрих-Мориц (1758—1804) — профессор истории, географии и статистики
- 1810—1820 — Тимковский, Роман Фёдорович (1785—1820) —  профессор греческой и латинской словесности
- 1811—1842 — Каченовский, Михаил Трофимович (1775—1842) — профессор истории, статистики и географии; заслуженный профессор (с 1835)
- 1811—1837 — Болдырев, Алексей Васильевич (1780—1842) — профессор русской словесности
- 1815—1829 — Бекетов, Николай Андреевич (1790—1829) — профессор истории, географии и статистики
- 1817—1832 — Ульрихс, Юлий Петрович (1773—1836) — профессор всеобщей истории, географии и статистики
- 1820—1847 — Давыдов, Иван Иванович (1794—1863) — профессор кафедры римской словесности и кафедры красноречия, стихотворства и языка российского(с 1831); заслуженный профессор (с 1845)
- 1825—1835 — Ивашковский, Семён Мартынович (1774—1850) — профессор греческого языка и древностей
- 1826—1835 — Победоносцев, Пётр Васильевич (1771—1843) — профессор русской словесности
- 1826—1835 — Снегирёв, Иван Михайлович (1793—1868) — профессор римской словесности и древностей
- 1828—1835 — Гаврилов, Матвей Гаврилович (1759—1829) — профессор словесности и изящных наук
- 1831—1835 — Надеждин, Николай Иванович (1804—1856) — профессор кафедры теории изящных искусств и археологии
- 1833—1844 — Погодин, Михаил Петрович (1800—1875) — профессор истории
- 1833—1857 — Шевырев, Степан Петрович (1806—1864) — профессор словесности
- 1834—1835 — Щедритский, Измаил Алексеевич (1792—1869) — профессор истории, географии и статистики
- 1835—1845 — Крюков, Дмитрий Львович (1809—1845) — профессор римской словесности и древностей
- 1835—1836 — Печерин, Владимир Сергеевич (1807—1885) — экстраординарный профессор кафедры греческой словесности и древности
- 1838—1849 — Чивилёв, Александр Иванович (1806—1867) — профессор кафедры политической экономии и статистики
- 1839—1842 — Якубович, Максимилиан Юрьевич (1784—1853) — профессор латинского языка, истории римской литературы и римской древности
- 1839?—1856 — Топоров, Николай Силыч (1803—1888) — профессор греческой словесности и древностей
- 1841—1849 — Гофман, Карл Карлович (1810—?) — профессор греческой словесности и древностей
- 1842—1848, 1850—1868 — Бодянский, Осип Максимович (1808—1877) — профессор филологии и истории
- 1845—1855 — Грановский, Тимофей Николаевич (1713—1855) — профессор истории
- 1846—1877 — Соловьёв, Сергей Михайлович (1820—1879) — профессор истории; заслуженный профессор (с 1859)
- 1848—1866 — Менщиков, Арсений Иванович (1807—1884) — профессор греческой словесности и древности; заслуженный профессор (с 1864)
- 1849—1850 — Григорович, Виктор Иванович (1815—1876) — профессор филологии (истории и литературы славянских наречий)
- 1850—1882 — Буслаев, Фёдор Иванович (1818—1897) — профессор русской словесности; заслуженный профессор (с 1873)
- 1850—1856 — Вернадский, Иван Васильевич (1821—1884) — профессор политической экономии
- 1851—1858 — Кудрявцев, Пётр Николаевич (1816—1858) — профессор всеобщей истории
- 1851—1872 — Леонтьев, Павел Михайлович (1822—1874) — профессор римской словесности и древностей; заслуженный профессор (с 1872)
- 1854—1869 — Пеховский, Осип Иванович (1815—1891) — профессор филологии
- 1856—1875 — Петров, Павел Яковлевич (1814—1875) — профессор кафедры восточных языков (кафедра сравнительной грамматики индоевропейских языков — с 1863); заслуженный профессор (с 1867)
- 1857—1874 — Бабст, Иван Кондратьевич (1823—1881) — профессор кафедры политической экономии и статистики; заслуженный профессор (с 1859)
- 1858—1861 — Ешевский, Степан Васильевич (1829—1865) — профессор всеобщей истории
- 1869—1874 — Куторга, Михаил Семёнович (1809—1886) — профессор всеобщей истории
- 1869—1887 — Попов, Нил Александрович (1833—1891) — профессор кафедры русской истории; заслуженный профессор (с 1882)
- 1870—1892 — Герье, Владимир Иванович (1837—1919) — профессор истории; заслуженный профессор (с 1889)
- 1870—1893 — Тихонравов, Николай Саввич (1832—1893) — профессор кафедры истории русского языка и русской литературы; заслуженный профессор (с 1882)
- 1872—1883 — Дювернуа, Александр Львович (1838—1883) — профессор славянской словесности
- 1872—1891 — Иванов, Гавриил Афанасьевич (1828—1901) — профессор кафедры римской словесности; заслуженный профессор (с 1885)
- 1872—1894 — Иванцов-Платонов, Александр Михайлович (1835—1894) — профессор кафедры церковной истории; заслуженный профессор (с 1894)
- 1873—1882 — Гёрц, Карл Карлович (1820—1883) — профессор археологии и истории искусств; заслуженный профессор (с 1882)
- 1875—1886 — Троицкий, Матвей Михайлович (1835—1899) — профессор кафедры философии; заслуженный профессор (с 1887)
- 1877—1905 — Корш, Фёдор Евгеньевич (1843—1915) — профессор классической филологии ( с перерывом в 1890—1892); заслуженный профессор (с 1893)
- 1879—1906 — Стороженко, Николай Ильич (1836—1906) — профессор кафедры истории всеобщей литературы и истории западноевропейских литератур; заслуженный профессор (с 1898)
- 1879—1913 — Цветаев, Иван Владимирович (1847—1913) — профессор классической филологии (1879—1888) и кафедры истории и теории искусств (1888—1913); заслуженный профессор (с 1898)
- 1883—1910 — Ключевский, Василий Осипович (1841—1911) — профессор кафедры российской истории; заслуженный профессор (с 1899)
- 1884—1911 — Миллер, Всеволод Фёдорович (1848—1913) — профессор кафедры сравнительного языковедения и санскритского языка (1886—1892) и кафедры русского языка и русской литературы (1892–1903, сверх штата 1903–1911); заслуженный профессор (с 1903)
- 1884—1902 — Фортунатов, Филипп Фёдорович (1848—1914) — профессор кафедры сравнительного языковедения и санскритского языка; заслуженный профессор (с 1900)
- 1884—1915 — Шварц, Александр Николаевич (1848—1915) — профессор кафедры теории и истории искусств (1884—1887) и кафедры классической филологии (1892—1915); заслуженный профессор (с 1900)
- 1886—1917 — Брандт, Роман Фёдорович (1853—1920) — профессор кафедры славянской филологии; заслуженный профессор (с 1911)
- 1890—1899 — Корелин, Михаил Сергеевич (1855—1899) — профессор кафедры всеобщей истории
- 1890—1892 — Луньяк, Иван Иванович — профессор классической филологии;
- 1892—1917 — Соболевский, Сергей Иванович (1864—1963) — профессор филологии; заслуженный профессор (с 1915)
- 1896?—1917 — Мальмберг, Владимир Константинович (1860—1921) — профессор кафедры теории и истории искусств; заслуженный профессор (с 1913)
- 1897—1903 — Кирпичников, Александр Иванович (1845—1903) — профессор кафедры истории западно-европейских литератур; заслуженный профессор (с 1902)
- 1899—1917 — Виппер, Роберт Юрьевич (1859—1954) — профессор кафедры всеобщей истории
- 1901—1917 — Любавский, Матвей Кузьмич (1860—1936) — профессор истории
- 1901—1917 — Новосадский, Николай Иванович (1859—1941) — профессор кафедры классической филологии; заслуженный профессор (с 1916)
- 1901—1911 — Мануйлов, Александр Аполлонович (1861—1929) — профессор кафедры политэкономии и статистики
- 1902—1908 — Никитский, Александр Васильевич (1859—1921) — профессор кафедры классической филологии
- 1904—1917 — Челпанов, Георгий Иванович (1862—1936) — профессор кафедры философии; заслуженный профессор (с 1916)
- 1906—1911 — Петрушевский, Дмитрий Моисеевич (1863—1942) — профессор кафедры всеобщей истории
- 1907—1917 — Грушка, Аполлон Аполлонович (1870—1929) — профессор кафедры классической филологии
- 1909—1911 — Кизеветтер, Александр Александрович (1866—1933) — профессор кафедры русской истории
- 1911—1917 — Богословский, Михаил Михайлович (1867—1929) — профессор кафедры российской истории
- 1913—1917 — Иванов, Иван Иванович (1862—1929) — профессор всеобщей истории

## Физико-математический факультет (отделение физических и математических наук)(с 1804)
- 1804—1813 — Страхов, Пётр Иванович (1757—1813) — профессор физики
- 1804—1812 — Панкевич, Михаил Иванович (1757—1812) — профессор математики
- 1804—1818 — Прокопович-Антонский, Антон Антонович (1762—1848) — профессор физико-математического факультета; заслуженный профессор (с 1818)
- 1804—1833 — Двигубский, Иван Алексеевич (1771/1772 — 1840) — профессор естественных наук; заслуженный профессор (с 1830)
- 1804—1832 — Фишер фон Вальдгейм, Григорий Иванович (1771—1853) — профессор естественных наук; заслуженный профессор (с 1832)
- 1804—1832 — Рейсс, Фёдор Фёдорович (1778—1852) — профессор химии; заслуженный профессор (с 1830)
- 1804—1826 — Гофман, Георг Франц (1760—1826) — профессор ботаники
- 1804—1810 — Гольдбах, Фридрих (1763—1811) — ординарный профессор (1804) астрономии
- 1804—1806 — Иде, Иван Андреевич (1775—1806) — экстраординарный профессор чистой математики
- 1810—1814 — Суворов, Прохор Игнатьевич (1750—1815) — профессор математики
- 1813?—1832 — Чумаков, Фёдор Иванович (1783—1837) — профессор математики
- 1814—1825 — Перелогов, Тимофей Иванович (1765–1841) — профессор математики
- 1820—1839 — Павлов, Михаил Григорьевич (1793—1840) — профессор Московского университета
- 1822—1830 — Денисов, Фёдор Алексеевич (1785—1830) — профессор кафедры технологии
- 1824—1840 — Ловецкий, Алексей Леонтьевич (1787—1840) — профессор минералогии и зоологии
- 1826—1851 — Перевощиков, Дмитрий Матвеевич (1788—1880) — профессор астрономии и математики; заслуженный профессор (с 1851)
- 1826—1834 — Щепкин, Павел Степанович (1793—1836) — профессор математики
- 1832—1865 — Фишер фон Вальдгейм, Александр Григорьевич (1803—1884) — профессор зоологии, заслуженный профессор (с 1855)
- 1833—1854 — Гейман, Родион Григорьевич (1802—1865) — профессор химии; заслуженный профессор (с 1854)
- 1833—1834 — Максимович, Михаил Александрович (1804—1873) — профессор ботаники
- 1833—1835 — Страхов, Пётр Илларионович (1798—1856) — профессор технологии
- 1835—1839 — Веселовский, Иван Семёнович (1795—1867) — ординарный профессор физики
- 1835—1880 — Щуровский, Григорий Ефимович (1803—1884) — профессор геологии и минералогии; заслуженный профессор (с 1860)
- 1834—1864 — Брашман, Николай Дмитриевич (1796—1866) — профессор прикладной математики; заслуженный профессор (с 1859)
- 1835—1862 — Зернов, Николай Ефимович (1804—1862) — профессор чистой математики; заслуженный профессор (с 1859)
- 1835—1835 — Шиховский, Иван Осипович (1805?—1854) — профессор ботаники
- 1842—1858 — Рулье, Карл Францевич (1814—1858) — профессор биологии
- 1842—1849 — Глебов, Иван Тимофеевич (1806—1884) — ординарный профессор сравнительной анатомии, физиологии и зоологии
- 1846 — Линовский, Ярослав Альбертович (1818—1846) — профессор кафедры технологии, сельского хозяйства, лесоводства и архитектуры
- 1847—1853 — Железнов, Николай Иванович (1816—1877) — профессор агрономии и ботаники
- 1848—1859 — Спасский, Михаил Фёдорович (1838—1859) — профессор физики
- 1851?—1855 — Драшусов, Александр Николаевич (1816—1890) — профессор астрономии
- 1852—1860 — Варнек, Николай Александрович (1821—1897) — профессор кафедры сравнительной анатомии и физиологии
- 1853—1859 — Ершов, Александр Степанович (1818—1867) — профессор начертательной геометрии и механики
- 1853—1885 — Давидов, Август Юльевич (1823—1885) — профессор кафедры прикладной математики и механики (с 1862 — кафедры чистой математики); заслуженный профессор (с 1876)
- 1853—1871 — Калиновский, Яков Николаевич  (1814—1903) — профессор кафедры сельского хозяйства и лесоводства
- 1854—1871 — Лясковский, Николай Эрастович (1816—1871) — профессор химии
- 1856—1873 — Швейцер, Богдан Яковлевич (1816—1873) — профессор астрономии
- 1857—1879 — Киттары, Модест Яковлевич (1825—1880) — профессор кафедры технологии; заслуженный профессор (с 1859)
- 1863—1896 — Богданов, Анатолий Петрович (1834—1896) — профессор кафедры зоологии; заслуженный профессор (с 1883)
- 1863—1899 — Бредихин, Фёдор Александрович (1831—1904) — профессор кафедры астрономии, директор обсерватории; заслуженный профессор (с 1882)
- 1865—1882 — Любимов, Николай Алексеевич (1830—1897) — профессор кафедры физики и физической географии; заслуженный профессор (с 1879)
- 1866—1870 — Кауфман, Николай Николаевич (1834—1870) — профессор кафедры ботаники
- 1866—1897 — Слудский, Фёдор Алексеевич (1841—1897) — профессор кафедры механики; заслуженный профессор (с 1890)
- 1867—1903 — Бугаев, Николай Васильевич (1837—1903) — профессор кафедры чистой математики; заслуженный профессор (с 1890)
- 1868—1898 — Цингер, Василий Яковлевич (1836—1907) — профессор кафедры чистой математики; заслуженный профессор (с 1888)
- 1869—1889 — Толстопятов, Михаил Александрович (1836—1890) — профессор кафедры минералогии; заслуженный профессор (с 1886)
- 1872—1896 — Столетов, Александр Григорьевич (1839—1896) — профессор кафедры физики и физической географии; заслуженный профессор (с 1891)
- 1873—1899 — Марковников, Владимир Васильевич (1838—1904) — профессор кафедры химии; заслуженный профессор (с 1892)
- 1874—1883 — Архипов, Иван Павлович (1839—1898) — экстраординарный профессор технической химии
- 1874—1890 — Лясковский, Николай Евстафьевич (1840—1893) — профессор кафедры агрономической химии; заслуженный профессор (с 1890)
- 1877—1911 — Тимирязев, Климент Аркадьевич (1843—1920) — профессор кафедры анатомии и физиологии растений; заслуженный профессор (с 1902)
- 1880—1904 — Горожанкин, Иван Николаевич (1848—1904) — профессор кафедры ботаники
- 1884—1917 — Анучин, Дмитрий Николаевич (1843—1923) — профессор кафедры географии и этнографии; заслуженный профессор (с 1906)
- 1884—1896 — Зубков, Владимир Григорьевич (1854—1919) — экстраординарный профессор кафедры классической филологии
- 1884—1886 — Канонников, Иннокентий Иванович (1854—1902) — экстраординарный профессор технической химии
- 1884—1892 — Орлов, Фёдор Евплович (1842—1892) — экстраординарный профессор кафедры механики теоретической и практической
- 1884—1917 — Сабанеев, Александр Павлович (1842—1923) — профессор кафедры химии; заслуженный профессор (с 1900)
- 1884—1911 — Соколов, Алексей Петрович (1854—1928) — профессор кафедры физики и физической географии; заслуженный профессор (с 1907)
- 1886—1917 — Жуковский, Николай Егорович (1847—1921) — профессор кафедры прикладной математики; заслуженный профессор (с 1910)
- 1886—1898 — Некрасов, Павел Алексеевич (1853—1924) — профессор чистой математики
- 1886—1917 — Павлов, Алексей Петрович (1854—1929) — профессор кафедры геологии и палеонтологии; заслуженный профессор (с 1909)
- 1887—1911 — Мензбир, Михаил Александрович (1855—1935) — профессор кафедры зоологии и сравнительной анатомии; заслуженный профессор (с 1909)
- 1888—1917 — Зограф, Николай Юрьевич (1854—1919) — профессор кафедры зоологии; заслуженный профессор (с 1909)
- 1889—1911 — Цераский, Витольд Карлович (1849—1925) — профессор кафедры астрономии и геодезии; заслуженный профессор (с 1909)
- 1890—1901 — Любавин, Николай Николаевич (1845—1918) — профессор кафедры технологии и технической химии
- 1892—1911 — Млодзиевский, Болеслав Корнелиевич (1858—1923) — профессор математики; заслуженный профессор (с 1910)
- 1893—1911 — Зелинский, Николай Дмитриевич (1861—1953) — профессор химии
- 1893—1911 — Умов, Николай Алексеевич (1846—1915) — профессор кафедры физики; заслуженный профессор (с 1897)
- 1896—1917 — Лахтин, Леонид Кузьмич (1863—1927) — профессор математики; заслуженный профессор (с 1914)
- 1898—1911 — Андреев, Константин Алексеевич (1848—1921) — профессор кафедры чистой математики; заслуженный профессор (с 1898)
- 1898—1911 — Вернадский, Владимир Иванович (1863—1945) — профессор минералогии
- 1899—1918 — Лейст, Эрнест Егорович (1852—1918) — профессор кафедры физической географии и метеорологии; заслуженный профессор (с 1918)
- 1899—1904 — Лугинин, Владимир Фёдорович (1834—1911) — экстраординарный профессор кафедры химии
- 1900—1911 — Лебедев, Пётр Николаевич (1866—1912) — профессор физики
- 1902—1917 — Сабанин, Алексей Николаевич (1847—1920) — профессор кафедры агрономии; заслуженный профессор (с 1915)
- 1903—1917 — Егоров, Дмитрий Фёдорович (1869—1931) — профессор чистой математики
- 1903—1917 — Каблуков, Иван Алексеевич (1857—1942) —  профессор химии; заслуженный профессор (с 1910)
- 1904—1911 — Чаплыгин, Сергей Алексеевич (1869—1942) — профессор прикладной математики
- 1905—1917 — Голенкин, Михаил Ильич (1864—1941) — профессор кафедры ботаники; заслуженный профессор (с 1916)
- 1905—1917 — Кожевников, Григорий Александрович (1866—1933) — профессор кафедры зоологии
- 1906 — Львов, Василий Николаевич (1859—1907) — экстраординарный профессор зоологии
- 1908—1917 — Настюков, Александр Михайлович (1868—1941) — профессор кафедры технической химии
- 1909—1911 — Эйхенвальд, Александр Александрович (1863—1944) — профессор кафедры физики и физической географии
- 1911 — Новиков, Михаил Михайлович (1876—1965) — ординарный профессор зоологии
- 1911—1917 — Глинка, Сергей Фёдорович (1855—1933) — профессор минералогии и геогнозии; заслуженный профессор (с 1912)
- 1912—1917 — Челинцев, Владимир Васильевич (1877—1947) — экстраординарный профессор кафедры химии
- 1913—1917 — Богоявленский, Николай Васильевич (1870—1930) — профессор кафедры зоологии
- 1914—1917 — Штернберг, Павел Карлович (1865—1920) — профессор кафедры астрономии и геодезии; заслуженный профессор (с 1915)

Профессорами Императорского Московского университета также были:
- 1773—1796 — Бодуэн, Жан-Жак-Стефан (?—1796) — экстраординарный профессор французского языка
- 1826—1832 — Мягков, Гавриил Иванович (1773 — 1840-е) — профессор военных наук и математики
- 1912—1917 — Алмазов, Александр Иванович (1859—1920) — профессор кафедры истории церкви